# Castell de Marfà
El Castell de Marfà és un edifici del municipi de Castellcir (Moianès) declarat bé cultural d'interès nacional.

## Descripció
És, de fet, una masia d'estructura rural amb coberta de dues aigües. Façana de pedra encarada a migdia. A la part anterior de l'immoble s'obren diverses dependències encerclades per un mur de pedra. La part baixa de la façana presenta una arqueria ritmada d'arcs de mig punt. Hi ha un cos afegit amb galeria formada per quatre arcs. A la part posterior de l'edifici hi ha dos cossos simètrics encarats al nord. El de mà esquerra té una galeria d'arcs a la part superior. Hi trobem, també, finestres conopials afegides.

## Història
Aquesta masia continua la tradició d'habitacle, en aquest indret, iniciada amb el petit castell de Marfà, citat des del 939 (antic castrum Marphani). Si bé en un principi aquest sector de la vall de Marfà era independent, així amb Rodons i Ferrerons, els anys 1845-1848 passà a ser municipi integrat a Castellcir, si bé la població del mateix preferia el terme de Moià.